# Michelle Ang
Michelle Ang (Christchurch (Nieuw-Zeeland), 17 oktober 1983) is een Nieuw-Zeelandse actrice.

## Biografie
Ang werd geboren in Christchurch (Nieuw-Zeeland) en is van Maleisisch Chinese afkomst. Op jonge leeftijd was zij al een getalenteerde danseres, zij trad op met het Royal Nieuw-Zeelands Ballet in onder anderen: De notenkraker, Een Midzomernachtdroom en Romeo en Julia. Ang studeerde af met een bachelor in bedrijfskunde en handelsrecht en een bachelor of science in scheikunde aan de Victoria University of Wellington in Wellington.
Ang begon in 1997 met acteren in de Nieuw-Zeelandse televisieserie Young Entertainers, waarna zij nog meerdere rollen speelde in televisieseries en films. Zij is vooral bekend van haar rol als Tai-San in de televisieserie The Tribe, waar zij in 142 afleveringen speelde (1999-2002) en van haar rol als Lori Lee in de televisieserie Neighbours, waar zij in 88 afleveringen speelde (2002-2004). Ang acteert momenteel in zowel Nieuw-Zeeland, Australië als Amerika.

## Filmografie

### Films
Uitgezonderd korte films.
- 2023 The Paragon - als  Beth
- 2021 Destination Love - als Lisa
- 2019 High Flying Bird - als Rachel
- 2018 For Izzy - als Dede
- 2017 Best Thing You'll Ever Do - als Sena
- 2017 Fallen Stars - als Daisy
- 2016 Triple 9 - als Trina Ling
- 2014 The Taking - als Mia Medina
- 2011 My Wedding and Other Secrets - als Emily
- 2011 Big Mommas: Like Father, Like Son - als Mia
- 2006 No. 2 - als Grace
- 2004 Futile Attraction - als et McKenzie

### Televisieseries
Uitgezonderd eenmalige gastrollen.
- 2021-2024 Star Wars: The Bad Batch - als Omega (stem) - 43 afl.
- 2023 Homebound 3.0 - als Melissa Wu - 8 afl.
- 2021 Vegas - als Miranda Lau - 6 afl.
- 2021 Good Grief - als Michelle - 2 afl.
- 2020 The New Legends of Monkey - als generaal Khan - 7 afl.
- 2016 Fear the Walking Dead - als Alex - 2 afl.
- 2015-2016 Fear the Walking Dead: Flight 462 - als Alex - 16 afl.
- 2012-2013 Underemployed - als Sophia Swanson - 12 afl.
- 2007-2008 South of Nowhere - als Lily Zee - 4 afl.
- 2005-2006 Outrageous Fortune - als Tracy Hong - 16 afl.
- 2002-2004 Neighbours - als Lori Lee - 88 afl.
- 1999-2002 The Tribe - als Tai-San - 142 afl.
- 2001 Xena: Warrior Princess - als Akemi - 2 afl.
- 1997-1998 Young Entertainers - als super trooper - ? afl.

- Biblioteca Nacional de España: XX1799720
- Bibliothèque nationale de France: cb161735492 (data)
- International Standard Name Identifier: 0000 0000 7358 2591
- Library of Congress Control Number: no2014163706
- MusicBrainz: 26635ab1-0115-4bca-b9b8-ce2951dece8d
- Nationale Bibliotheek van Tsjechië: xx0218472
- Virtual International Authority File: 87600380
- WorldCat: E39PBJbGRK7XRbBm4X7GXb9v73